# Rijksdag van Spiers (1529)
Op 21 februari 1529 werd de Rijksdag van de Duitse vorsten te Speyer (Spiers) belegd. Op deze Rijksdag was het de bedoeling van keizer Karel V om de bepalingen van de vorige Rijksdag te Spiers in 1526 buiten werking te stellen, waar men de verschillende staten vrijheid van godsdienst verleende. 

## Gebeurtenissen
De wil van keizer Karel om de bepalingen van de vorige Rijksdag te Spiers buiten werking te stellen werd door de keizerlijke commissarissen op 15 maart aan de Rijksdag bekendgemaakt. De Rijksdag benoemde toen een commissie om deze mededeling in overweging te nemen. Deze commissie kwam op 24 maart met het voorstel dat alle verandering op godsdienstig gebied verboden zou zijn, overal waar het Edict van Worms in werking was getreden; terwijl daar waar men daarvan was afgeweken, en waar het niet goed mogelijk zou zijn om dat edict nu totaal uit te voeren zonder het volk in opschudding te brengen, althans geen verdere uitbreiding van de nieuwe leer geoorloofd zou zijn. Ook zouden er geen geloofspunten, waarover verschil van mening bestond, aangeroerd of daartegen door de evangelischen gepreekt mogen worden. Men zou de viering van de mis niet mogen verhinderen; ook zouden geen Roomsen bij de evangelische gemeenten aangenomen mogen worden. Men zou verder het bisschoppelijk gezag onverlet moeten laten en geen wederdopers of sacramentariërs dulden. Dit voorstel werd op 6 april door de meerderheid aangenomen, en op 18 april werd door koning Ferdinand bekendgemaakt dat het in de vorm van een keizerlijk decreet zou worden gebracht. 

### Hetprotestvan de hervormde vorsten
Na deze bekendmaking dienden op 19 april de evangelische vorsten en steden bij de Rijksdag een protest in tegen dit besluit. Hier volgt kort de inhoud van het protest, waarom niet wordt berust in het besluit:
1. Ten eerste, de keizer, en alle Duitse vorsten, zijn gehouden de bepalingen die de vorige Rijksdag met algemene stemmen zijn aangenomen, te handhaven.
2. Ten tweede, het geldt hier een aangelegenheid van het grootste belang, omdat het de dienst van God en de zaligheid van onsterfelijke zielen geldt. "In zulke zaak geloven wij de wil van God boven alle menselijk gezag te moeten stellen, en Hem, die Koning der koningen en Heer der heren is, naar een ons geweten te moeten gehoorzamen."

Na voorlezing van het protest aan de vergadering werd het de volgende dag koning Ferdinand aangeboden, die het echter weigerde aan te nemen. Na pogingen tot bemiddeling tussen beide partijen, die echter op niets uitliepen omdat de Roomse partijen een totaal herstel van het pausdom wilden, werd op 22 april het keizerlijk besluit voorgelezen alsof er niets was voorgevallen. Op 24 april, de laatste zitting van de Rijksdag, herhaalden de protestantse vorsten hun protest, en daarmee stemden veertien vrije rijkssteden in. Hierna ging de Rijksdag uiteen zonder tot overeenstemming gekomen te zijn.

## Gevolgen
Van de gebeurtenis op deze Rijksdag, namelijk het indienen van het protest (d.i. een vernieuwende leer (Latijn protestari - een publieke verklaring)), is de naam protestantisme afgeleid.